# طرخشقون الصباغين
طرخشقون الصباغين (الاسم العلمي:Taraxacum tinctum) هو نوع من النباتات يتبع جنس الطرخشقون من الفصيلة النجمية.